# دوغ مورو
دوغ مورو (بالإنجليزية: Doug Moreau)‏ هو لاعب كرة قدم أمريكية أمريكي، ولد في 15 فبراير 1945 في ثيبودوكس في الولايات المتحدة.

## وصلات خارجية
- دوغ مورو على موقع مرجع كرة القدم المحترفة.كوم (الإنجليزية)